# Schloss Zurzach

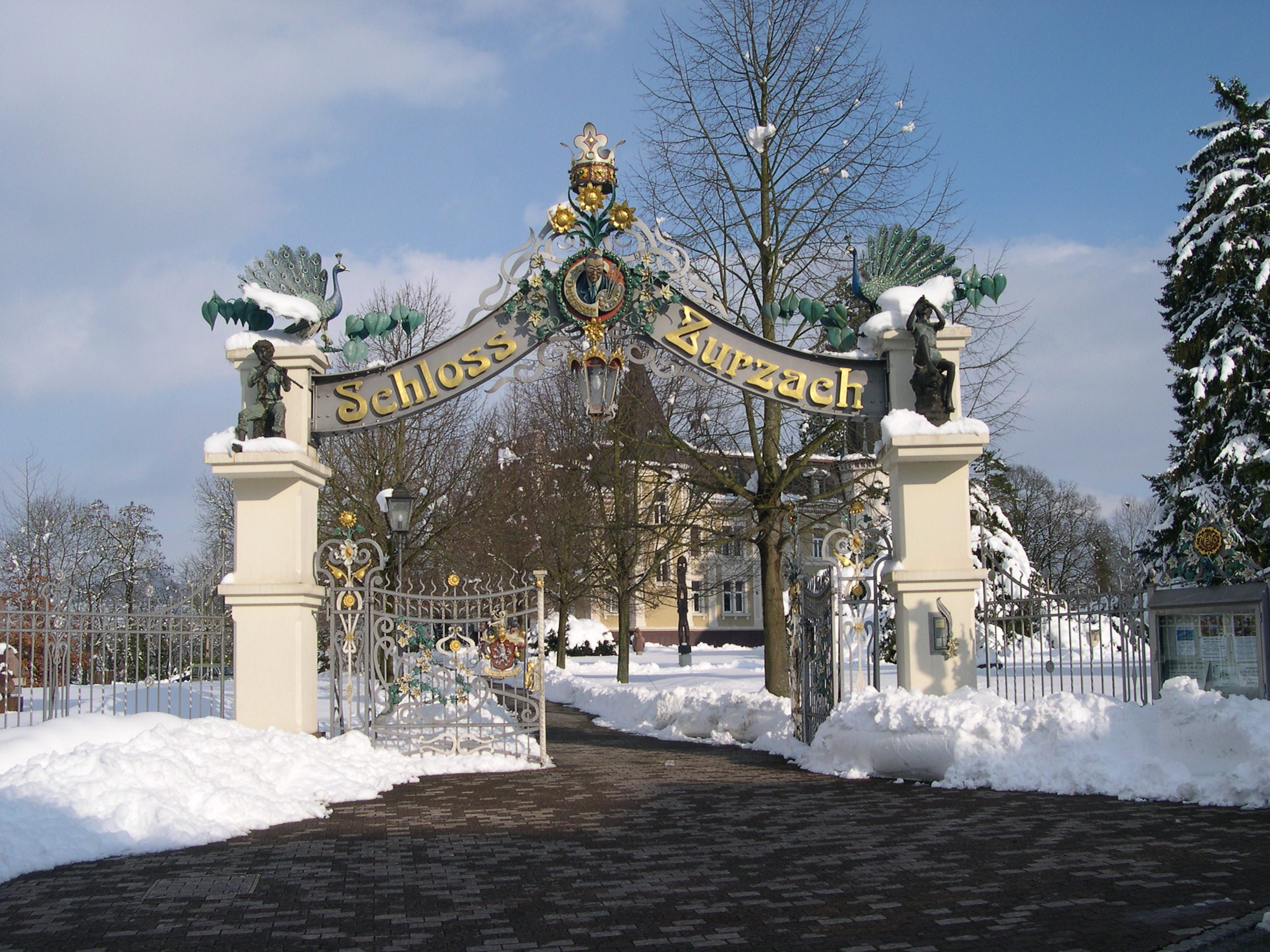
Schlosstor im Winter

Als Schloss Zurzach wird seit 1978 die denkmalgeschützte Villa Himmelrych (auch Himmelrich oder Himelrich) bzw. Villa Zuberbühler in Bad Zurzach im Kanton Aargau bezeichnet. Die Villa wurde Ende des 19. Jahrhunderts für den Fabrikanten Jakob Zuberbühler erbaut. Architekt war Hans Baumann aus Villigen. 

## Geschichte
Die Villa gehörte nach Zuberbühlers Tod der von ihm gegründeten Schuhfabrik Odermatt & Co. Im Jahr 1978 erwarb Hugo Ammann die Villa Himmelrych für die Antonie-Deusser-Stiftung, ließ sie renovieren und als Museum für die Werke des Malers August Deusser mit dem Namen Schloss Zurzach einrichten. Es wurde auch ein Café mit Zugang in den Schlosspark errichtet. Im Schlosspark wurden Werke verschiedener Bildhauer gezeigt. 1986 wurde die Villa unter Denkmalschutz gestellt. Ab 2000 kam es zu juristischen Auseinandersetzungen in der Stiftung, die schliesslich dazu führten, dass das Schloss ab 2009 leerstand und, ebenso wie das Parkgelände, nicht mehr öffentlich zugänglich war.
2019 kaufte die neu gegründete Park Himmelrych AG, ein Tochterunternehmen des Döttinger Bauunternehmens Birchmeier, das Anwesen; ab Mai 2020 wurden Karin und Reto S. Fuchs Mehrheitsaktionäre und hauptverantwortlich für die Entwicklung des Geländes. Reto S. Fuchs war zuvor Gemeindeammann von Bad Zurzach. Die neuen Besitzer öffneten den Schlosspark für das allgemeine Publikum und veranstalteten dort bereits 2020 wieder eine Skulpturenausstellung „Aufatmen im Park“. 2023 folgte eine Fortsetzung „Aufatmen im Park II“.
Der Schlosspark steht während des ganzen Jahres täglich von 10 Uhr bis zur Dämmerung kostenlos für die Öffentlichkeit offen.
Auf dem Gelände des Schlossparks befand sich in römischer Zeit das Römische Militärlager Zurzach an einer wichtigen Römerstrasse von Vindonissa nach Arae Flaviae.

## Lage und Gebäude
Die Fabrikantenvilla liegt unmittelbar über dem Rheinabhang inmitten eines Parks. Sie ist im Stil des Historismus (Neorenaissance) errichtet, mit Elementen des Jugendstils, die vor allem die Fenster betreffen. Der Bauplan erinnert an ein französisches Schloss mit gekapptem Steildach und zwei asymmetrischen Ecktürmen.
Die Villa verfügt noch über fast alle Fenster aus der Erbauungszeit. Besonders das Jugendstilfenster der westlichen Fassade, das über drei Stockwerke bis in den Dachraum aufsteigt, wird im Denkmalinventar hervorgehoben. Es ist mit farbigen Landschafts- und Tierszenen bemalt. Die Verglasung gehört, so die Kantonale Denkmalpflege, zu den schönsten Jugendstil-Ensembles im Kanton Aargau.